# Dorfkirche Landin

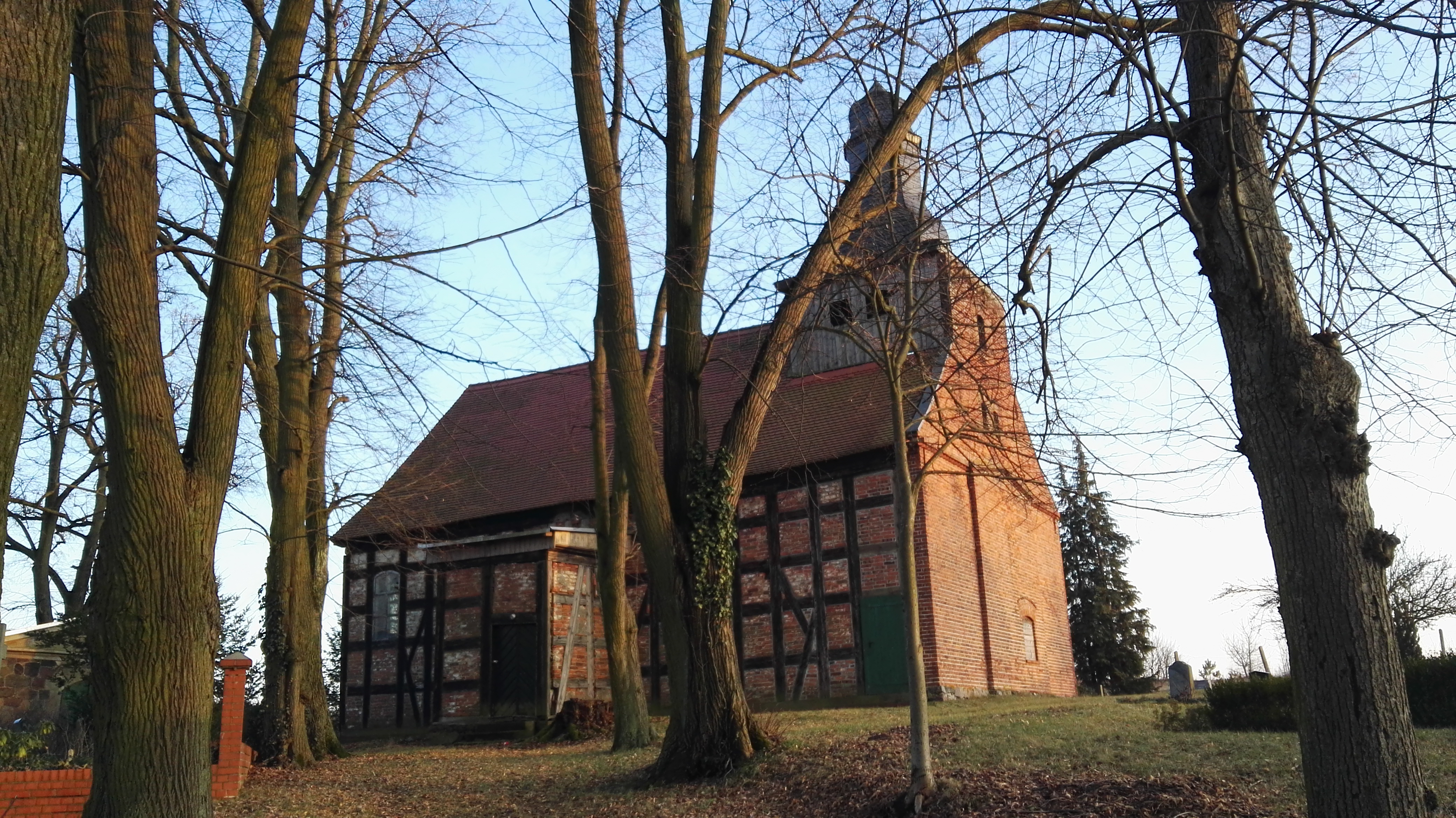
Dorfkirche Landin

Die evangelische Dorfkirche Landin ist eine Fachwerkkirche in Landin, einem Ortsteil der Gemeinde Kotzen im Landkreis Havelland in Brandenburg. Die Kirchengemeinde gehört zum Kirchenkreis Nauen-Rathenow der Evangelischen Kirche Berlin-Brandenburg-schlesische Oberlausitz.

## Lage
Die Steinstraße führt von Norden kommend S-förmig auf den historischen Dorfanger und anschließend in südlicher Richtung aus dem Ort heraus. Die Kirche steht südlich des Dorfzentrums
auf einem leicht erhöhten Grundstück mit einem Kirchfriedhof, der mit einer Mauer aus Backsteinen eingefriedet ist.

## Geschichte
Das Gassendorf mit Gut wurde erstmals 1353 als Lantyn urkundlich erwähnt und gehörte zu dieser Zeit der Familie von Bredow, die 1541 das Kirchenpatronat innehielten. Der Pfarrer aus dem benachbarten Kriele erhielt dabei Hebungen aus Landin. Das Dorf selbst war Tochterkirche von Kriele; demnach dürfte es im Ort eine Dorfkirche gegeben haben.
Anfang des 18. Jahrhunderts entstand im Dorf eine (neue) Kirche, die als Ziegelfachwerkbau errichtet wurde. Die Westseite wurde 1895, die Südseite Ende des 19. Jahrhunderts mit Mauersteinen neu gefasst. Im 20. Jahrhundert stand das Bauwerk über viele Jahre leer, verfiel und musste bauaufsichtlich gesperrt werden. Im Jahr 2015 gründet sich ein Förderverein, der seit dieser Zeit die Sanierung der Kirche vorantreibt. Neben einer Hüllensanierung in den Jahren 2019 und 2021 wurde auch die Glocke von 1675 wieder in Betrieb genommen. Der Eröffnungsgottesdienst fand am 4. Oktober 2020 statt. Da die Kirchengemeinde eine Nutzung als Kultur- und Kunstkirche anstrebt, wurden eine Küche und sanitäre Anlagen eingebaut. Auf der Empore entstand ein Mehrzweckraum.
Die zweite, 1723 von Christian III Heintze in Spandau gegossene Glocke wurde im Zuge einer Metallspende des deutschen Volkes im Ersten Weltkrieg requiriert und eingeschmolzen. Nach drei Jahren Planung und Vorbereitung konnte die Glocke am 15. Juni 2023 in der Glockengießerei Petit & Gebr. Edelbrock in Gescher nachgegossen werden. Am 31. Oktober wurde sie als Friedensglocke „Dona nobis pacem“ geweiht und anschließend in das seit 1917 verwaiste zweite Glockenfach gehängt.

## Baubeschreibung

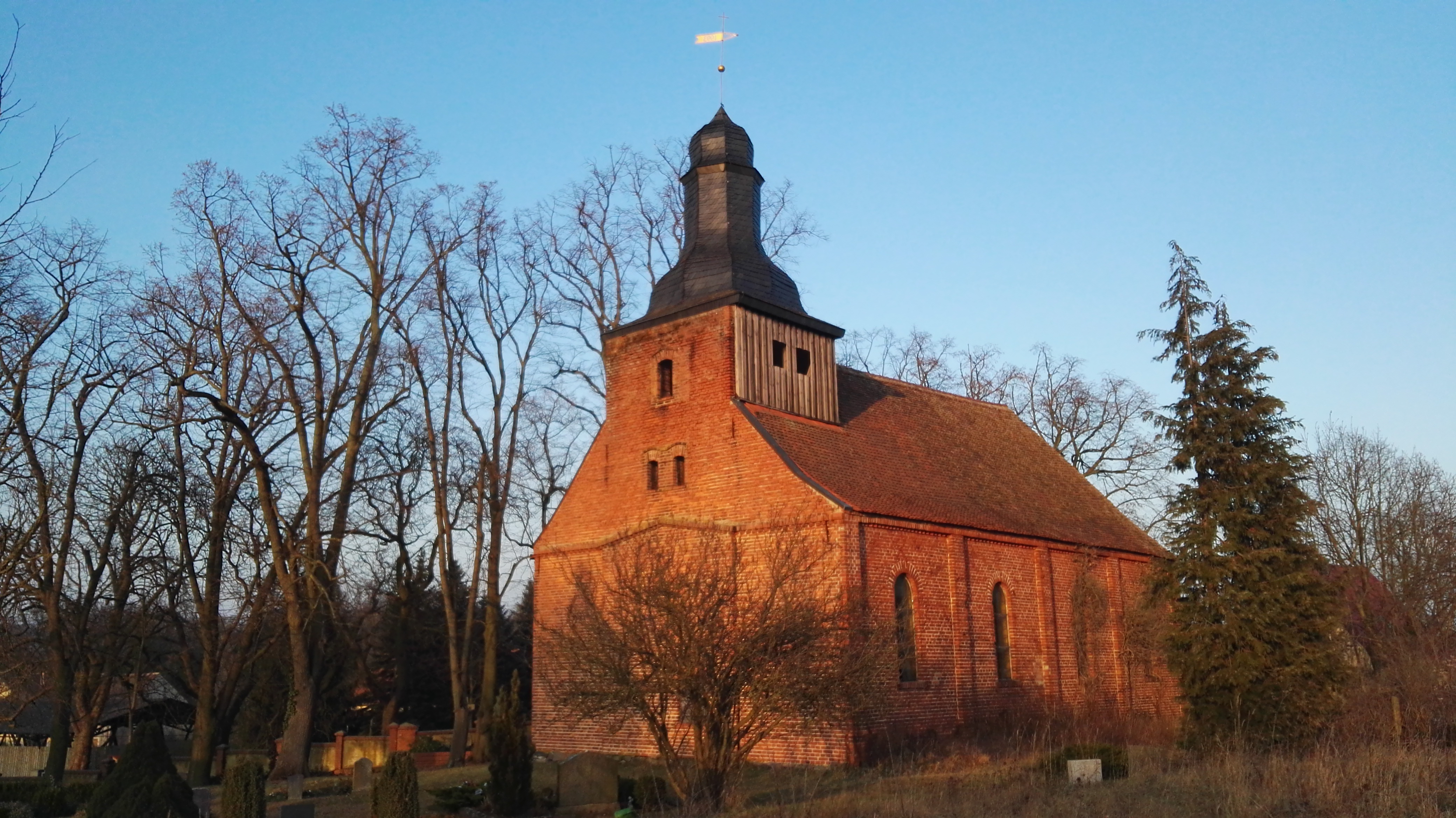
Ansicht von Südwesten

Das Bauwerk entstand im Wesentlichen aus Fachwerk, wobei die Gefache mit Mauerwerk gefüllt wurden. Die Saalkirche hat einen rechteckigen Grundriss, der durch einen ebenfalls rechteckigen Anbau mittig an der Nordseite ergänzt wird. Dort befindet sich eine hochrechteckige Pforte. Die Südwand wurde komplett aus Mauersteinen errichtet und mit fünf Lisenen in Felder mit je einem rundbogenförmiges Fenster gegliedert. Die Westseite ist ebenfalls aus Mauersteinen erbaut. Oberhalb erhebt sich der an drei Seiten verbretterte Kirchturm, der mit einer geschweiften Turmhaube, Turmkugel und Wetterfahne abschließt.

## Ausstattung
Der hölzerne Kanzelaltar von 1736 wird seitlich von kleinen grau-schwarz-marmorierten Säulen geschmückt, die einen gesprengten Giebel mit zwei Putten tragen. Der Korb selbst ist in weißer Farbe gehalten und wird von einem goldenen Rahmen getragen. Das Bauwerk ist im Innern flach gedeckt und steht auf zwei Stützenreihen mit Unterzügen. Im Westen befindet sich eine Empore, an der Nordseite die ehemalige Patronatsloge in klassizistischen Formen.